# Trude Hesterberg

Trude Hesterberg in den 1920er Jahren auf einer Fotografie von Alexander Binder

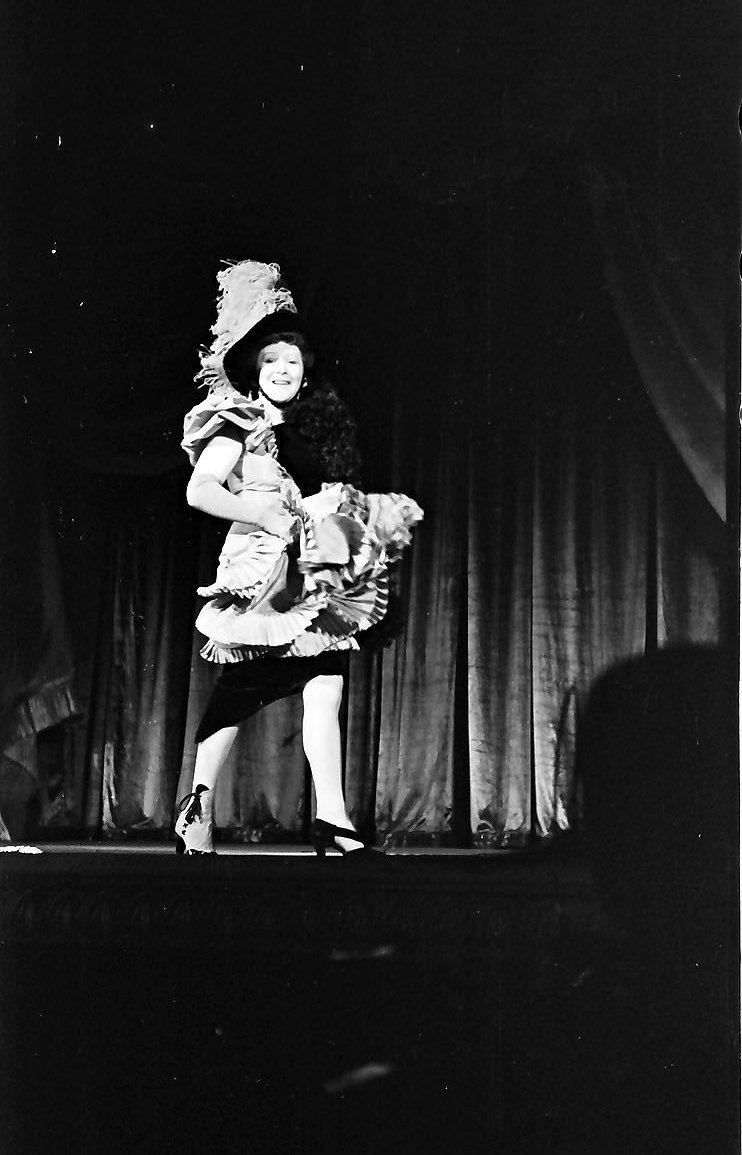
Trude Hesterberg in der Berliner Scala, 1939

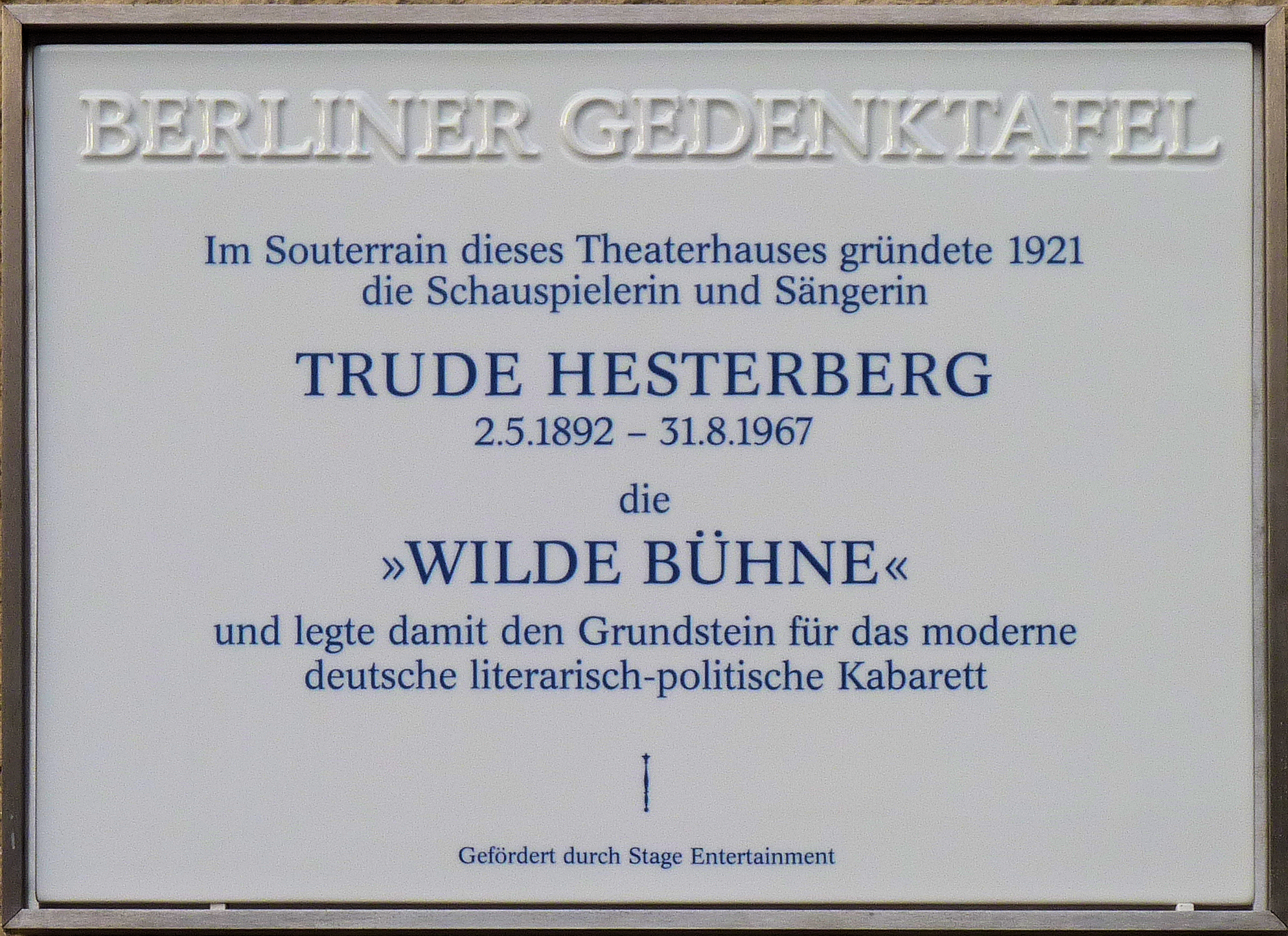
Berliner Gedenktafel am Haus Kantstraße 12 in Berlin-Charlottenburg

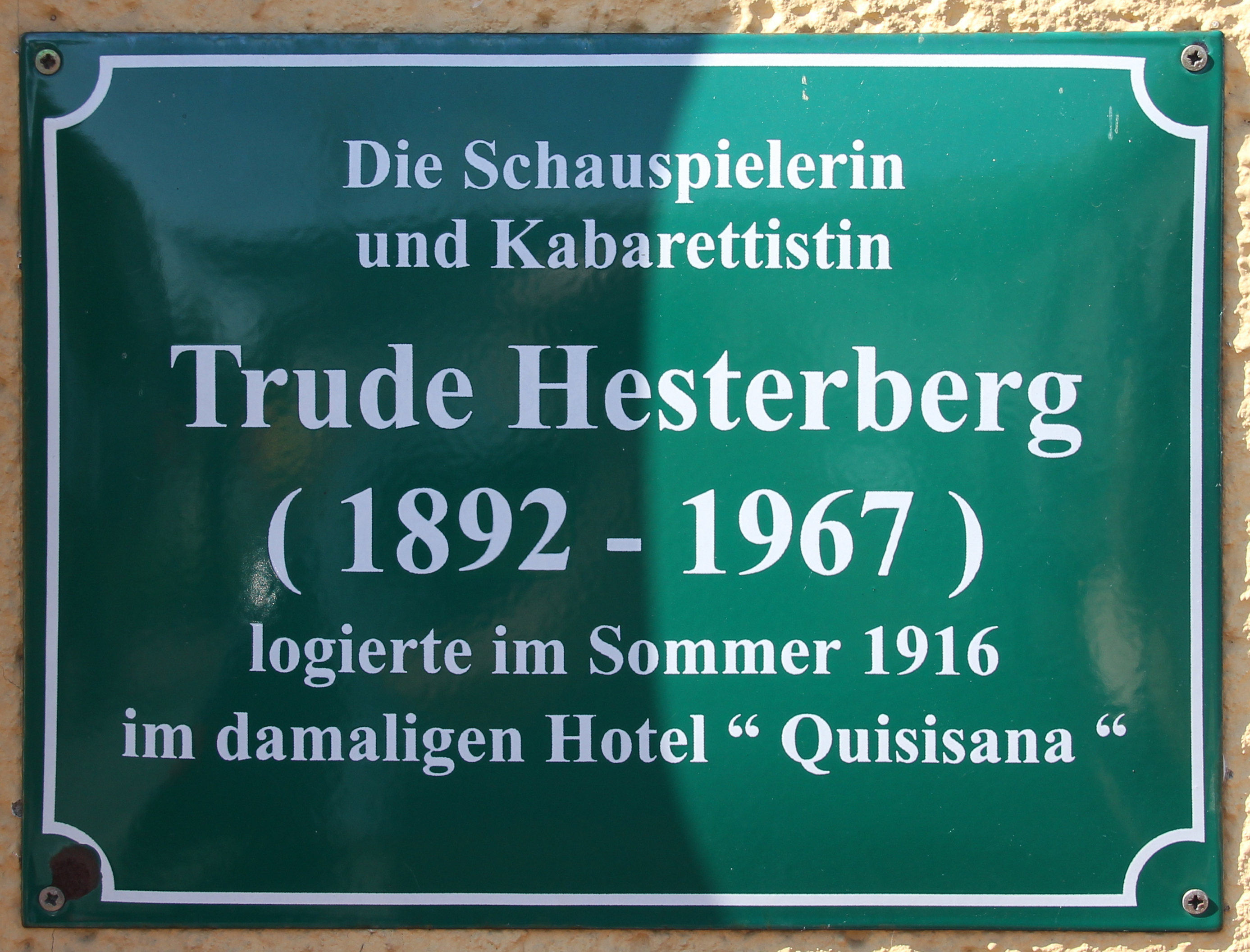
Gedenktafel am Haus Seestraße 1 in Heringsdorf

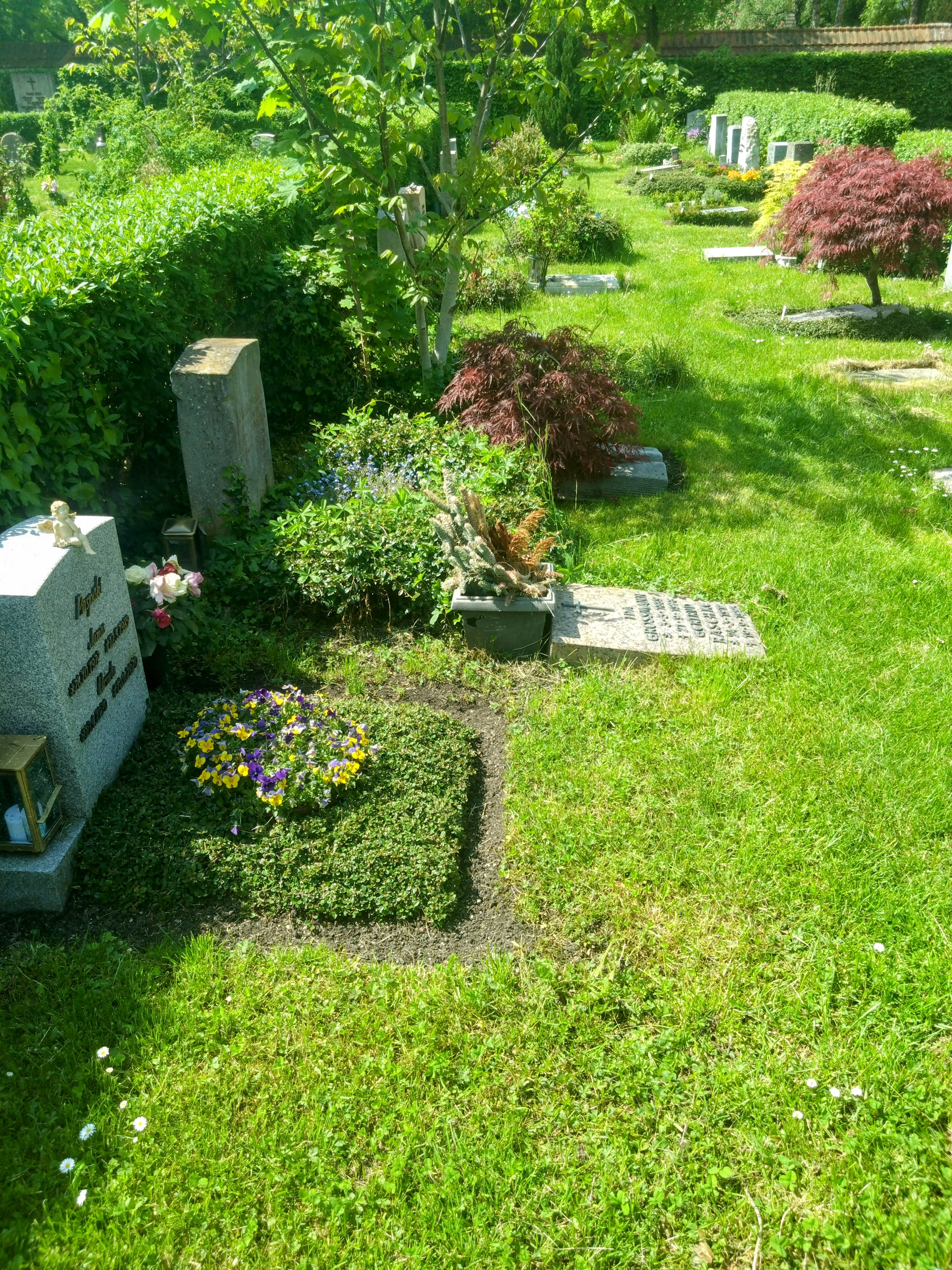
Ehemaliges Urnengrab von Trude Hesterberg, vorne rechts

Johanna Dorothee Helene Gertrud Hesterberg, genannt Trude (* 2. Mai 1892 in Berlin; † 31. August 1967 in München), war eine deutsche Bühnen- und Filmschauspielerin, Kabarettistin, Chansonsängerin, Soubrette und Operettensängerin sowie Gründerin und Leiterin einer Kabarettbühne.

## Leben

### 1908–1921
Gertrud Hesterberg wurde zunächst von ihrer Tante, einer Opernsängerin, privat unterrichtet. Zuerst sträubte sich ihr Vater gegen die künstlerischen Ambitionen seiner Tochter, stimmte dann aber dem kostenlosen Gesangsunterricht zu. Später übernahm die Altistin Margarete Brieger-Palm die Gesangsausbildung, deren Kosten der Vater nur widerwillig trug. Den Vornamen Gertrud änderte sie zu Beginn ihrer Gesangsausbildung in Gertrude ab, weil er so einen poetischeren Klang hatte. Ihren ersten öffentlichen Auftritt hatte Hesterberg in einer Schüleraufführung im Beethoven-Saal in Berlin; Felix Robert Mendelssohn begleitete sie dabei auf dem Violoncello. Ihre klassische Gesangsausbildung begann Hesterberg am 1. September 1910 bei Kammersänger Nikolaus Rothmühl am Stern’schen Konservatorium. Den Unterricht musste sie einige Zeit vor ihrem Vater geheim halten und finanzierte die teuren Lehrstunden mit dem Verkauf von selbstgezogenen Erdbeeren und von Eiern ihrer Hühner. Obwohl ihr Vater gegen den Unterricht war, konnte Trude ihre Ausbildung fortsetzen. Durch ihre Freundschaft zu Susanne Hollaender, der Tochter von Gustav Hollaender, dem Direktor des Stern’schen Konservatoriums, lernte sie Susannes Onkel, Felix Hollaender, kennen. Er verhalf ihr 1912 zu ihrem ersten Engagement in George Dandin von Molière an der Seite von Alexander Moissi und unter der Regie von Max Reinhardt. Sie übernahm die Rolle der Climène und erhielt ein Jahresengagement an den Kammerspielen in Berlin als Sängerin, Schauspielerin und Tänzerin für eine Monatsgage von 115,00 Mark.
Ihre erste Filmrolle in einem Stummfilm erhielt Hesterberg 1912 in Im Goldenen Käfig. Gleichzeitig hatte sie kleinere musikalische Auftritte am Deutschen Theater in Berlin und als Chansonnière in einem Café am Kurfürstendamm. Darüber hinaus wurde sie für Operettenrollen besetzt. Weitere Filmrollen und Kabarettauftritte wechselten sich ab. Sie trat im berühmten Berliner Variété Wintergarten (1915) und im Kabarett Schall und Rauch (1919) mit Liedern nach Texten von Kurt Tucholsky, Friedrich Hollaender und Erich Kästner auf.

### 1921–1945
Im Jahr 1921, in dem sie in dem Stummfilm Friedericus Rex eine Rolle spielte, gründete Trude Hesterberg die Wilde Bühne, eines der ersten politisch-literarischen Kabaretts. Als Hausautor fungierte Walter Mehring, ein ständiger Autor war auch Leo Heller, der ihr sein Buch Aus Kneipen und Kaschemmen (Delta-Verlag, Berlin 1921) widmete. Nach einem verheerenden Brand 1923 war sie gezwungen, wieder Operetten-Engagements anzunehmen. Hesterberg war auch im Tonfilm erfolgreich, obwohl sie keine Hauptrollen erhielt. Unter anderem spielte sie in Stürme der Leidenschaft (1931) und Ein blonder Traum (1932). Heinrich Mann hatte eigentlich daran gedacht, sie mit der Hauptrolle im Blauen Engel zu betrauen, doch setzten sich andere gegen seine Präferenz durch. Weiterhin trat Hesterberg im Kabarett und auf der Revuebühne auf: Im Kabarett der Komiker war sie ebenso zu sehen wie in verschiedenen Charell-Revuen im Großen Schauspielhaus.
1933/1934 gründete Trude Hesterberg in Berlin das Kabarett Musenschaukel im Pavillon Mascotte in der Behrenstraße, wo auch die junge Rotraut Richter zeitweilig auftrat. Das Kabarett wurde jedoch nach kurzer Zeit auf Anweisung des Reichspropagandaministeriums geschlossen. Hesterberg war jüdischer Abstammung und arbeitete in der Zeit des Nationalsozialismus mit einer Sondergenehmigung von Joseph Goebbels.
Ihr Liebhaber, der Bankier Fritz Schönherr (1899–1945), finanzierte mehrere ihrer Revuen. Die beiden heirateten schließlich 1936; Schönherr kam in den letzten Kriegstagen ums Leben.

### Nach 1945
Nach dem Krieg zog Trude Hesterberg nach München. Dort hatte sie u. a. Gastengagements am Staatstheater am Gärtnerplatz, beispielsweise in dem Musical Fanny an der Seite von Christine Görner. Die Künstlerin wirkte noch in einigen Nachkriegsfilmen mit, darunter Die Geschichte vom kleinen Muck (1953), Unter den Sternen von Capri (1953), Der Zigeunerbaron (1954) und an der Seite von Heinz Rühmann und Heli Finkenzeller im Briefträger Müller. In ihrem Testament stiftete sie den Hesterberg-Ring für die beste deutsche Chansonsängerin, der 1967 erstmals verliehen wurde.
Von 1961 bis 1963 führte sie als Conférencière durch die Nachwuchs-Musikreihe 'Nachmittagsparty bei Trude Hesterberg' in der ARD.
Trude Hesterberg wurde 1962 mit dem Filmband in Gold für „langjähriges und hervorragendes Schaffen im deutschen Film“ ausgezeichnet. Diese Auszeichnung wurde zu diesem Anlass zum ersten Mal vergeben. Ihr ist ein Stern im Walk of Fame des Kabaretts gewidmet. Im Alter von 75 Jahren starb Trude Hesterberg am 31. August 1967 nach längerem Herzleiden in München. Sie ist auf dem Münchener Nordfriedhof beigesetzt. Ihr Grab wurde 2021 aufgelassen (Grab Nr. 97-U-197).

## Zitate
„Groß, schlank und kapriziös steht sie da. Scharf, in jeder Bedeutung des Wortes, auf der Schneide zwischen Dame und „Dame“. Jede Bewegung sprüht Temperament. Die Hesterberg tanzt mit der Kehle, singt und trällert mit den Beinen, macht alles gleichzeitig, ist ausgelassen in Stimmung. Frech, gutmütig, schnippisch und voll Wärme - je nach Bedarf.“

## Filmografie
- 1912: Im Goldenen Käfig
- 1912: Die Tänzerin
- 1914: Die Hochstaplerin
- 1916: Die Reise ins Jenseits
- 1916: Ein Schwerenöter
- 1917: Die Eheschule
- 1917: Das Telephonkätzchen
- 1918: Der Fall Rosentopf
- 1921: Der Roman eines Dienstmädchens
- 1922: Fridericus Rex
- 1925: Varieté
- 1925: Vorderhaus und Hinterhaus
- 1926: Mädchenhandel – Eine internationale Gefahr
- 1926: Manon Lescaut
- 1926: Der dumme August des Zirkus Romanelli
- 1926: Der Juxbaron
- 1927: Die letzte Nacht
- 1927: Laster der Menschheit
- 1928: Flitterwochen
- 1928: Heut’ spielt der Strauss
- 1928: Zwei rote Rosen
- 1928: Die kleine Sklavin
- 1929: Der Sträfling aus Stambul
- 1929: Aufruhr im Junggesellenheim
- 1931: Die Männer um Lucie
- 1931: Stürme der Leidenschaft
- 1932: Ein blonder Traum
- 1933: Der Page vom Dalmasse-Hotel
- 1934: Der Fall Brenken
- 1935: Der grüne Domino
- 1936: Der Raub der Sabinerinnen
- 1937: Der Unwiderstehliche
- 1941: Jakko
- 1943/47: Am Ende der Welt
- 1949: Um eine Nasenlänge
- 1949: Der blaue Strohhut
- 1949: Das Geheimnis der roten Katze
- 1950: Aufruhr im Paradies
- 1950: Die Nacht ohne Sünde
- 1951: Corinna Schmidt
- 1952: Alraune
- 1953: Unter den Sternen von Capri
- 1953: Die geschiedene Frau
- 1953: Briefträger Müller
- 1953: Die Geschichte vom kleinen Muck
- 1953: Jonny rettet Nebrador
- 1954: Der Zigeunerbaron
- 1955: Der fröhliche Wanderer
- 1955: Sonnenschein und Wolkenbruch
- 1955: Oh – diese „lieben“ Verwandten
- 1956: Der schräge Otto
- 1956: Das alte Försterhaus
- 1957: Schütze Lieschen Müller
- 1957: Nachts im Grünen Kakadu
- 1957: Es wird alles wieder gut
- 1958: Skandal um Dodo
- 1962: Auf Wiedersehn am blauen Meer